# XXXIII Batallón de Fortificación de la Luftwaffe
El XXXIII Batallón de Fortificación de la Luftwaffe (XXXIII. Luftwaffen-Festungs-Bataillon) fue una unidad de la Luftwaffe durante la Segunda Guerra Mundial.

## Historia
Fue formado el 22 de septiembre de 1944 en Neubrandenburg, con 3 compañías, donde se fijó el cambio de nombre del III Batallón/202.º Regimiento de Instrucción Aérea. Entró en acción en el Frente Occidental (VI Comando Administrativo Aéreo(?)). Se componía de: compañía de Plana Mayor con dos pelotons de telefonistas, dos pelotones de radiotelegrafistas, una unidad de transporte y una de intendencia.
- 1.ª Compañía de Fortificación de la Luftwaffe
- 2.ª Compañía de Fortificación de la Luftwaffe
- 3.ª Compañía de Fortificación de la Luftwaffe
- 4.ª Compañía de Fortificación de la Luftwaffe

Desde el 24 de septiembre de 1944 hasta el 5 de octubre de 1944, componentes del batallón fueron utilizados para reformar la 3.ª División de Paracaidistas en Oldenzaal, Bélgica. El 12 de octubre de 1944, se desplazó a Oldenzaal. En octubre de 1944 sirvió para reorganizar el III Batallón/9.º Regimiento de Paracaidistas en Oldenzaal, que fue destruido en la Bolsa de Falaise. El 20 de febrero de 1945 fue absorbido por la 3.ª División de Paracaidistas.